# Сельта Фортуна
«Сельта Фортуна» (исп. RC Celta de Vigo Fortuna) — испанский футбольный клуб из города Виго, в провинции Понтеведра, в автономном сообществе Галисия, резервная команда клуба «Сельта». Клуб основан в 1927 году, под именем «Сельта Туриста», гостей принимает на арене «Барейрро», вмещающей 4500 зрителей. В Примере и Сегунде команда никогда не выступала, лучшим результатом является 3-е место в Сегунде B в сезоне 2003/04.

## Прежние названия
- 1927—1936 — «Спортивный Клуб Турист»
- 1936—1988 — «Клуб Турист»
- 1988—1996 — «Сельта Турист»
- 1996—2023 — «Сельта Виго B»
- 2023—н. в. — «Сельта Фортуна»

## Статистика сезонов
- Сегунда Б — 16 сезонов
- Терсера — 38 сезонов
- Региональная лига — 1 сезон

## Достижения
- Терсера
  - Победитель (2): 1999/00, 2000/01